# Ermita de Nuestra Señora de la Antigua (Mora)
La Ermita de Nuestra Señora de la Antigua es una ermita ubicada en la localidad de Mora, en la provincia de Toledo, Castilla-La Mancha, España. Fue edificada en el siglo XVI, presenta un estilo barroco y se construyó utilizando ladrillos de era, muros de cal y mampostería. Está dedicada a la advocación de Nuestra Señora de la Antigua y, desde época moderna, cada primer domingo de septiembre acoge la tradicional romería en honor de la Virgen.

## Historia
La primitiva capilla que dio origen a la actual ermita estaba dedicada a San Cristóbal y se alzaba en el actual Cerro de la Virgen,  que es considerado el inicio de los Montes de Toledo. A comienzos del siglo XVI, tras el devastador incendio de la iglesia parroquial ocurrido el 23 de abril de 1521 durante la Guerra de las Comunidades de Castilla, la única imagen que se salvó —la de la Virgen María— fue trasladada a esta capilla, cambiando entonces su advocación a Nuestra Señora de la Antigua.
A finales del siglo XVI se reconstruyó completamente el edificio en estilo barroco popular toledano, con muros de mampostería de cuarcita, cal y arena, y ladrillos de era. La planta quedó compuesta por una sola nave rematada en cúpula, cuyas pinturas al fresco representan a Jesús, la Virgen, Santa Ana (patrona de Mora) y San Joaquín, integrando elementos iconográficos del siglo XVIII.
En 1808, durante la Guerra de la Independencia, las tropas napoleónicas prendieron fuego a la ermita, destruyendo gran parte de la techumbre y la imagen mariana; solo se salvó la cabeza de la talla, que hoy se conserva a los pies de la Virgen actual.
La decoración pictórica interior fue renovada en 1898 por los jóvenes artistas Isidoro Millás y Manuel Benedito —discípulos de Sorolla en aquel entonces—, incorporando influencias goyescas y neoclásicas en los frescos de la cúpula y el coro.
Tras la Guerra Civil, la talla mariana quedó muy deteriorada, por lo que en 1955 se esculpió una nueva imagen inspirada en antiguas fotografías de la original.
Anualmente, la romería en honor a la Virgen de la Antigua se celebra cada primer domingo de septiembre, precedida por un novenario y ofrenda floral el día anterior, convirtiéndose en uno de los eventos culturales y religiosos más arraigados de Mora.

## Arquitectura
La ermita presenta una planta de nave única con testero plano, típica de los templos rurales castellanos de finales del siglo XVI. Los muros se levantan en mampostería de cuarcita, cal y arena, reforzados mediante contrafuertes exteriores que contrarrestan los empujes de la estructura.
La cubierta es de madera con armadura de par y nudillo y se remata con teja árabe, mientras que en el presbiterio se alza una cúpula semiesférica decorada con frescos que representan las virtudes teologales junto a un coro de ángeles de clara influencia goyesca, rematándose la cúpula con escenas de Jesús de Nazaret, la Virgen María, Santa Ana y San Joaquín, todas situadas sobre el arco del coro, centradas sobre el altar mayor.
En el exterior, la portada orientada al sur muestra un arco de medio punto sin ornamentación excesiva, flanqueado por pilastras sencillas; el enlucido blanco resalta la sobriedad del Barroco popular toledano.
El retablo mayor, de estilo barroco dorado, fue reconstruido en 1955 tras los daños de la Guerra Civil Española; bajo él se conserva la cabeza de la imagen original de la Virgen, que sobrevivió al incendio.
Adosada al muro norte se encuentra la sacristía, de planta rectangular y cubierta a dos aguas, construida en el siglo XIX con los mismos materiales que el cuerpo principal.
El interior alberga, además, murales de gran valor artístico que aluden a la religión, la cultura y el estilo de vida del siglo XVIII, distribuidos en lienzos y lunetos que enriquecen el espacio devocional.

## Romería
La romería se celebra cada primer domingo de septiembre en la ermita, a las afueras de Mora. Tradicionalmente, los morachos y morachas participan en un novenario de oficios religiosos en la iglesia de Santa María de Altagracia durante los nueve días previos; la víspera, al alba, inician la subida a pie al cerro portando ofrendas florales y pendones de la Hermandad de Nuestra Señora de la Antigua. A su llegada, se oficia una misa solemne al aire libre y, a continuación, tiene lugar la procesión de la imagen de la Virgen alrededor del atrio de la ermita, acompañada por la banda de música municipal y los cofrades con sus estandartes.
Tras la procesión, los romeros se reúnen en el paraje junto a la ermita para compartir un ágape campestre, que incluye platos típicos como cordero asado, migas manchegas, dulces tradicionales y vino de la comarca. La jornada prosigue con música folclórica, bailes populares y concursos de herraduras, y muchos participantes lucen el traje castellano con mantones de Manila y sombreros de ala ancha. Al atardecer, la imagen de la Virgen es descendida en procesión hasta la parroquia, poniendo punto final a las fiestas patronales hasta el año siguiente.